# 21e étape du Tour d'Italie 2009
La 21e étape et dernière du Tour d'Italie 2009, s'est déroulée le 31 mai 2009. Ce contre-la-montre de 15,3 km s'est couru dans les rues de Rome.

## Classement de l'étape
| 1.  | Ignatas Konovalovas  | Cervélo TestTeam             | en | 18 min 42 s |
| 2.  | Bradley Wiggins      | Garmin-Slipstream            | +  | 1 s         |
| 3.  | Edvald Boasson Hagen | Columbia-High Road           |    | 7 s         |
| 4.  | Yaroslav Popovych    | Astana                       |    | 11 s        |
| 5.  | Marzio Bruseghin     | Lampre-NGC                   |    | 16 s        |
| 6.  | Giovanni Visconti    | ISD                          |    | 18 s        |
| 7.  | Dries Devenyns       | Quick Step                   |    | 20 s        |
| 8.  | Maarten Tjallingii   | Rabobank                     |    | 21 s        |
| 9.  | Stefano Garzelli     | Acqua & Sapone-Caffè Mokambo |    | 23 s        |
| 10. | Denis Menchov        | Rabobank                     |    | 24 s        |

## Classement général
| 1. | Denis Menchov     | Rabobank                     | en | 86 h 03 min 11 s |
|    | Danilo Di Luca    | LPR Brakes-Farnese Vini      | +  | 41 s             |
|    | Franco Pellizotti | Liquigas                     |    | 1 min 59 s       |
| 2. | Carlos Sastre     | Cervélo TestTeam             |    | 3 min 46 s       |
| 3. | Ivan Basso        | Liquigas                     |    | 3 min 59 s       |
| 4. | Levi Leipheimer   | Astana                       |    | 5 min 28 s       |
| 5. | Stefano Garzelli  | Acqua & Sapone-Caffè Mokambo |    | 8 min 43 s       |
| 6. | Michael Rogers    | Columbia-High Road           |    | 10 min 01 s      |
| 7. | Tadej Valjavec    | AG2R La Mondiale             |    | 11 min 13 s      |
| 8. | Marzio Bruseghin  | Lampre-NGC                   |    | 11 min 28 s      |

## Classements annexes
| Classement             | Coureur            | Total             |
| ---------------------- | ------------------ | ----------------- |
| Points                 | Danilo Di Luca     | 170 pts           |
| Montagne               | Stefano Garzelli   | 61 pts            |
| Sprints Intermédiaires | Giovanni Visconti  | 26 pts            |
| Équipe                 | Astana             | 257 h 48 min 40 s |
| Équipe par points      | Columbia-High Road | 400 pts           |
| Jeune                  | Kevin Seeldraeyers | 86 h 19 min 26 s  |
| Échappée               | Mauro Facci        | 553 km            |
| Combativité            | Stefano Garzelli   | 45 pts            |
| Azzurri d'Italia       | Danilo Di Luca     | 14 pts            |